# Захаров, Сергей Валерьевич
Сергей Валерьевич Захаров (род. 6 октября 1976, Березинское) — белорусский и русский писатель-прозаик, переводчик, преподаватель английского языка, экскурсовод. Создаёт свои литературные произведения на русском языке. Публикации в журналах «Дружба народов», «Нева», «Новая Юность», «Новый Журнал», «Топос». Основной жанр, в котором работает автор — современная психологическая проза с элементами мистики и гротеска.

## Биография
Сергей Валерьевич Захаров родился в семье преподавателей английского языка. В 1993 году окончил среднюю школу и поступил в Гомельский государственный университет на филологический факультет, отделение английского языка.
Закончил обучение по специальности «английский язык» в 1998 году, в 1999—2000 гг. проходил службу в пограничных войсках Республики Беларусь. В армии приобрёл специальность стрелка-радиста (радиотелеграфиста).
Демобилизовавшись, вернулся в Гомель, где работал учителем, грузчиком, охранником, экспедитором, переводчиком, переводчиком-синхронистом, сотрудником военной газеты, частным преподавателем английского языка.
С 2008 года проживает в Барселоне, совмещает писательскую деятельность с профессией экскурсовода (специализация — Барселона и творчество Сальвадора Дали). Совместно с супругой является основателем и владельцем туристической фирмы «Барселона-Экскурс».

## Писательская деятельность

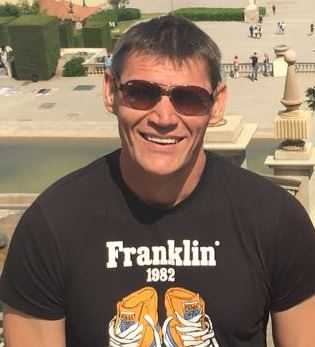
Сергей Захаров

С 2007 года начал размещать свои прозаические тексты на литературных ресурсах интернета. В 2008 году принял участие в конкурсе сетевой литературы «NETeratura 2008», (конкурс прозы), в состав жюри которого вошли Николай Дорошенко (главред газеты «Российский Писатель»), Михаил Попов (председатель совета по прозе Союза писателей России), Евгений Юшин (главред журнала «Молодая гвардия») и другие известные деятели литературы. По результатам конкурса три рассказа автора «Сергей Захаров» вошли в двадцатку победителей, заняв 2-е (рассказ «Площадь Трафальгар»), 6-е (рассказ «Кроме ненужных цепей») и 8-е (рассказ «Пойдут разговоры») места соответственно.
В дальнейшем произведения автора выходят отдельными книгами, печатаются в литературных периодических изданиях («Нева», «Новая Юность», «Дружба народов», «Новый Журнал»), а также публикуются в сетевом формате.
Основные герои произведений Сергея Захарова — люди сегодняшнего дня, всегда с непростыми судьбами, оказавшиеся в нелегкой ситуации выбора (рассказы «Полоса леса», «По другую сторону окна»).Обязательное наличие конфликта, порой не разрешимого в рамках закона — характерная особенность сюжета практически каждого произведения автора.
Спектр жанровых форм, в которых создает свои произведения Сергей Захаров, довольно широк: миниатюры («Та — с глазами порядочной девочки», «Машинисты и машинистки», «Сашечка»); рассказы («Ясные глаза победителей», «Америка находится здесь», «Терапевт из Восточной Европы»); повести («Сорок дней пути», «Время влажного песка»); роман («Красное спокойствие»).
Ряд текстов автора носят ярко выраженную пародийную направленность («В августе — без мужа», «Сказание о диком профессоре», «Сан-техно, или все будет тип-топ»), высмеивая распространенные в «бульварном чтиве» штампы.
Некоторые произведения последних лет созданы на основе «испанского» материала: повесть «Номер с видом на океан» (2017), посвящённая жизни в эмиграции; роман «Красное спокойствие» (2016), отнесенный самим автором к жанру «современной трагедии». В романе «Красное спокойствие» писатель препарирует проблему экономического кризиса в Испании, на примере рядового испанца показывая, к каким неожиданным и трагическим последствиям могут привести банковские махинации в сфере ипотечных кредитов. «Красное спокойствие» рассказывает о рядовом каталонце по имени Сальвадор Пуйдж, в результате банковских махинаций лишившемся ипотечного жилья и оставшимся бездомным должником на всю жизнь. Выход из этой ситуации главный герой находит не в самоубийстве (как это произошло с сотнями несчастных, оказавшихся в схожей ситуации), а в попытке свести счеты с теми людьми, которые, по его мнению, несут персональную ответственность за все, что с ним произошло.
В 2017 году Сергею Захаров стал победителем Литературной премии имени Марка Алданова за повесть «Номер с видом на океан». В 2018 году стал лауреатом той же премии за повесть «Предметы повышенной прочности» (3-е место). В 2020 году за повесть «Аккуратно застеленный эшафот» Сергею Захарову было присуждено второе место. В 2021 году Сергей Захаров стал победителем премии Марка Алданова за повесть «Через две недели мы будем счастливы».

## Книги
- Сергей Захаров. «Каталонские повести». «Издательские решения». 2019. — 540 с. — ISBN: 9785005060259
- Сергей Захаров. «Погружение в Театр-музей Дали». «Издательские решения» 2021. — 620 с. — ISBN 978-5-4498-6874-9
- Сергей Захаров. «Безобразный Эдди». «Издательские решения». 2019. — 70 с. — ISBN: 9785005044891
- Сергей Захаров, Maria del Mar. «Сука, не взявшая верх». — М.: Издательство ООО «Эрфольг-А», 2008. — 308 с. — ISBN 5-901622-10-3
- Сергей Захаров. «Номер с видом на океан». «Издательские решения», 2018. — 146 с. — ISBN 978-5-4490-2577-7
- Сергей Захаров. «Запретный лес». «Ridero», 2015. — 268 с. — ISBN 978-5-4474-1855-7
- Сергей Захаров. «Сорок дней пути». «Издательские решения». 2015. — 54 с. — ISBN 978-5-4474-5628-3
- Сергей Захаров. «Площадь Трафальгар». «Издательские решения»". 2016. — 16 с. — ISBN 978-5-4474-7380-8
- Сергей Захаров. «Белый пух нашей Ядвиги». «Издательские решения», 2016. — 10 с. — ISBN 978-5-4474-7184-2
- Сергей Захаров. «Средний Восток». «Издательские решения», 2016. — 12 с. — ISBN 978-5-4474-7299-3

- Сергей Захаров. «Красное спокойствие». «Издательские решения», 2016. — 260 с. — ISBN 978-5-4474-5408-1

## Премии и награды
- Литературная премия имени Марка Алданова, 2017 (одиннадцатый сезон): 1-е место за повесть «Номер с видом на океан».
- Литературная премия имени Марка Алданова, 2018 (двенадцатый сезон): 3-е место за повесть «Предметы повышенной прочности».
- Литературная премия имени Марка Алданова, 2020 (четырнадцатый сезон): 2-е место за повесть «Аккуратно застеленный эшафот».
- Литературная премия имени Марка Аладнова 2021 (пятнадцатый сезон): 1-е место за повесть «Через две недели мы будем счастливы»

## Публикации в литературных журналах
- «Новый Журнал» (№ 302, 2021) — повесть «Аккуратно застеленный эшафот»
- «Дружба Народов» (№ 2, 2020) — рассказ «В доме семь комнат»
- «Новый Журнал» (№ 294, 2019) — рассказ «Волосы Вероники»
- «Дружба народов» (№ 2, 2019) — рассказ «Терапевт из Восточной Европы»
- «Новый Журнал» (№ 292, 2018) — рассказ «Безобразный Эдди»
- «Дружба народов» (№ 5, 2018) — рассказы «День без Шурика», «Засыпай…»
- «Новый Журнал» (№ 288, 2017) — повесть «Номер с видом на океан».
- «Новый Журнал» (№ 281, 2015) — повесть «Сорок дней Пути»
- «Нева» (№ 2, 2016) — рассказы «Белый пух нашей Ядвиги», «Средний восток».
- «Новая Юность» (№ 2, 2016) — рассказы «Дорога за горизонт», «По другую сторону окна».
- «Новый Журнал» (№ 284, 2016) — повесть «Время влажного песка».
- «Новый Журнал» (№ 286, 2017) — сборник «Три рассказа».
- «Топос» — «Пространству ничто не грозит».
- «Испанский переплёт» — «Тётя моей мечты»
- «Метаморфозы» (№ 3, 2015) — «Белый пух нашей Ядвиги».
- «Топос» — «Победители»
- «Новый Журнал» (№ 289, 2017) — «Весна, весна».

## Публикации на литературных порталах в сети Интернет
- «ГРАДУСС — ВЫШЕ» — «Лестница»
- «ГРАДУСС — ВЫШЕ» — «Ясные глаза победителей»
- «ГРАДУСС — ВЫШЕ» — «Неукраденная тишина»
- Главы из романа «Красное спокойствие»